# 72 Herculis
72 Herculis is een gele dwerg in het sterrenbeeld Hercules, met magnitude van +5,377 en met een spectraalklasse van G8.V. De ster en bevindt zich 47,57 lichtjaar van de zon.